# 181494 Forestale
181494 Forestale este o planetă minoră (asteroid) din centura de asteroizi. A fost descoperită pe 16 octombrie 2006 la osservatorio astronomico della Montagna Pistoiese⁠(d) de . 
Obiectul prezintă o orbită caracterizată de o semiaxă mare de 2,2159043603034 UAi, o excentricitate de 0,050947163906123, o înclinație de 1,3448685627415 ° în raport cu ecliptica.